# Aalborg

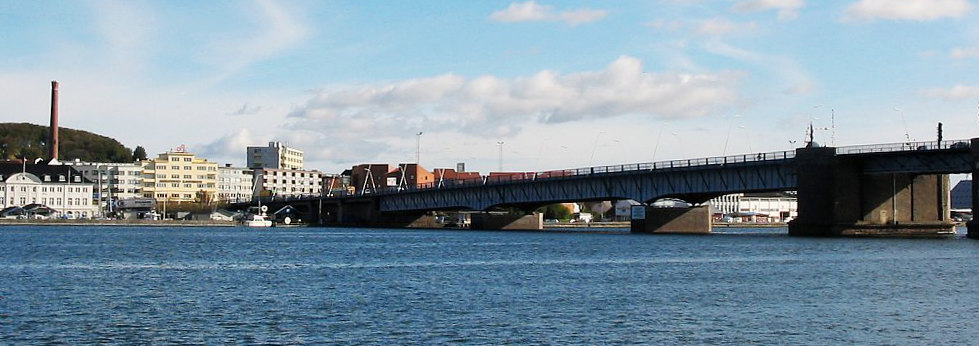
Most nad Limfjorden łączący Aalborg z Nørresundby i Nørrejyske Ø

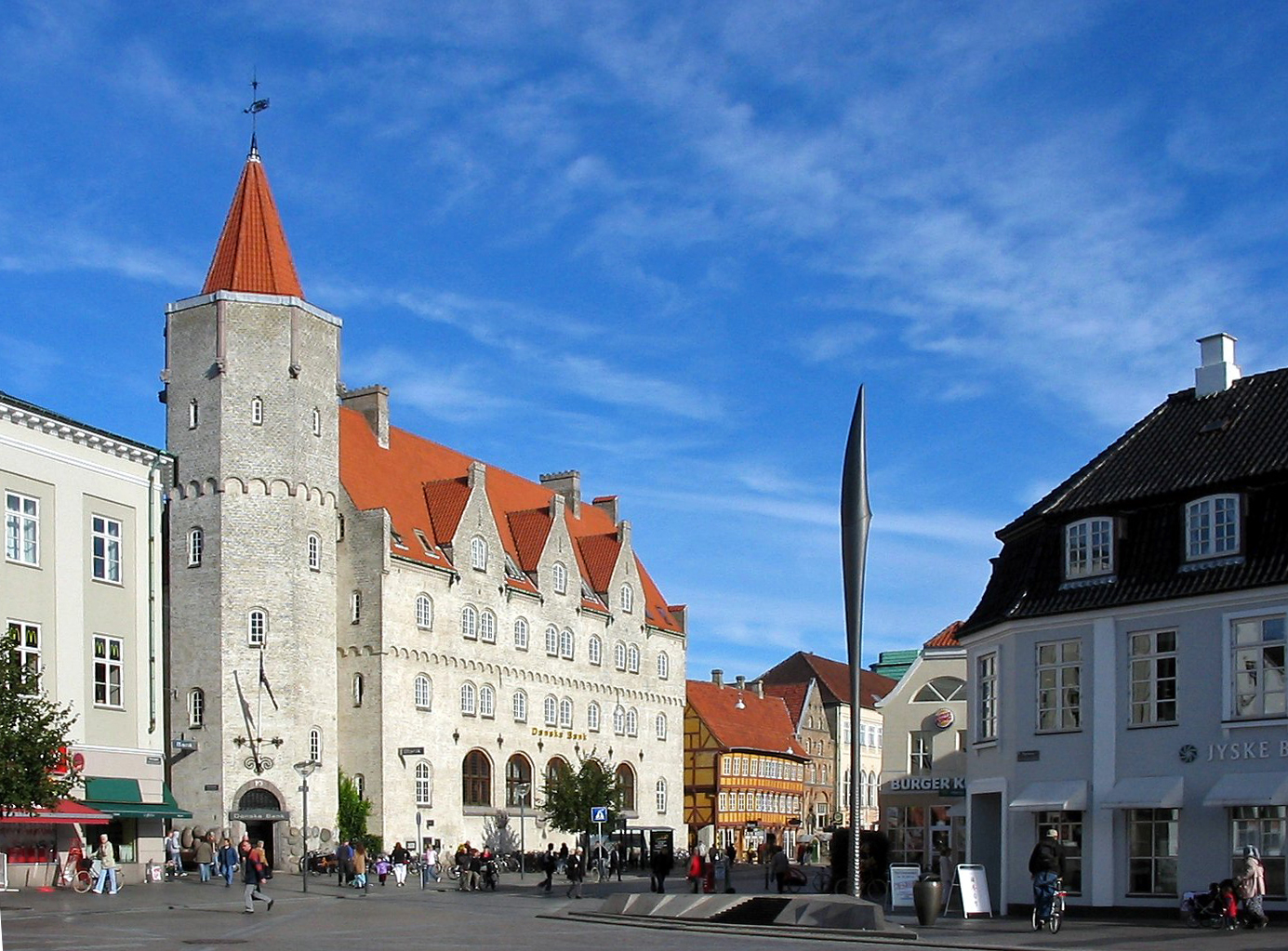
Nytorv – plac w pobliżu brzegu Limfjorden

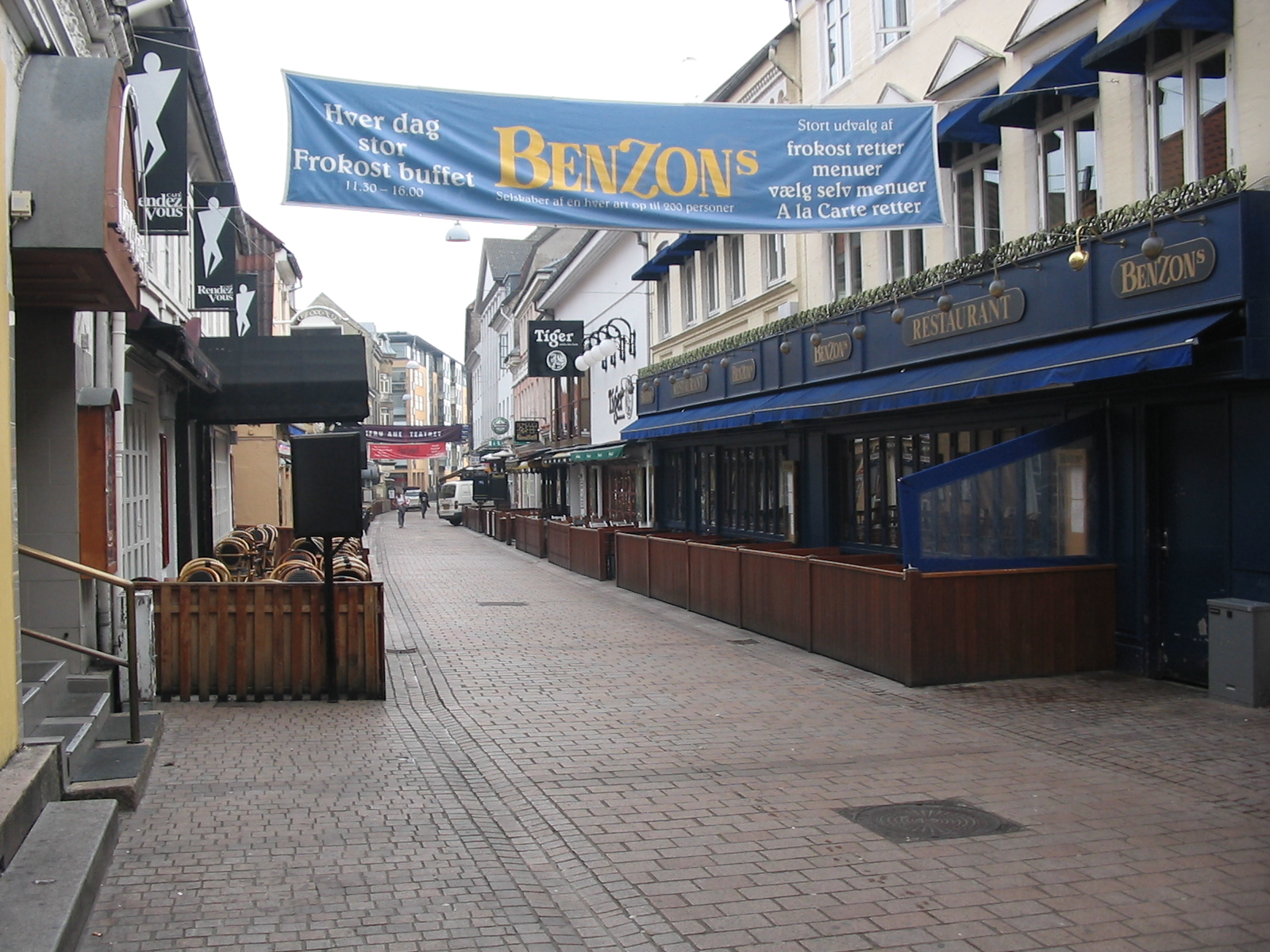
Jomfru Ane Gade

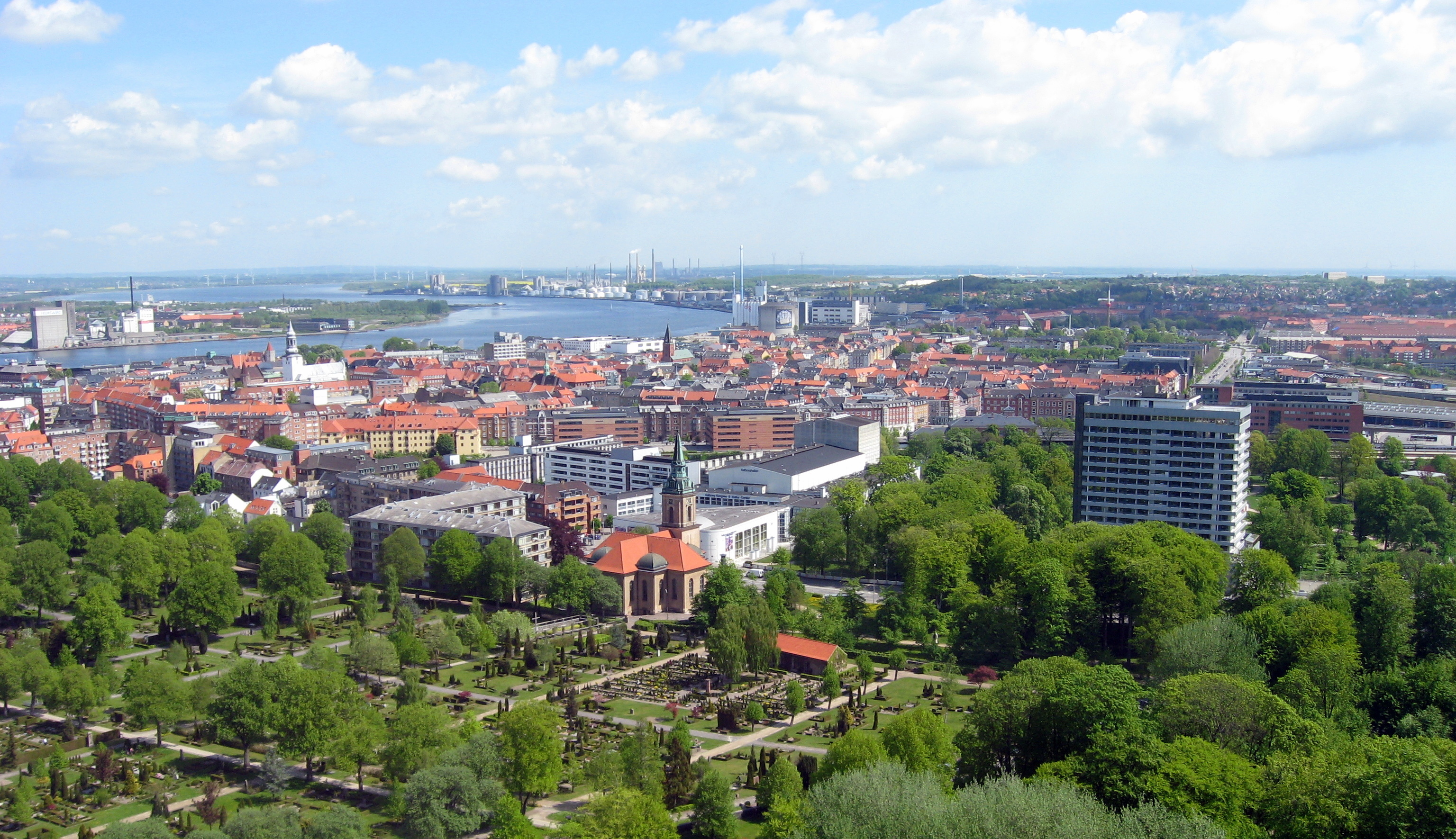
Panorama Aalborga, w tle cieśnina Limfjorden

Aalborg, Ålborg (wym. [ˈʌlb̥ɒːˀ], posłuchajⓘ) – miasto w Danii, siedziba regionu Jutlandia Północna i gminy Aalborg. W języku duńskim funkcjonują dwie równoprawne formy pisowni: Aalborg i Ålborg.
Jest to czwarte pod względem wielkości miasto Królestwa Danii (po Kopenhadze, Aarhus i Odense) i drugie co do wielkości miasto Półwyspu Jutlandzkiego. Położone jest w najwęższym punkcie fiordu Limfjorden, łączącego Morze Północne z cieśniną Kattegat i odcinającego od lądu północną część Jutlandii – Nørrejyske Ø.
Aalborg jest portem morskim oraz siedzibą biskupstwa luterańskiego.

## Okolice
Okolice miasta prezentują krajobraz typowy dla północnej Jutlandii. Na zachód od cieśniny Limfjorden rozszerza się w nieregularne jezioro o niskich, bagnistych brzegach i licznych wyspach. Na północnym zachodzie rozpościera się bagno Store Vildmose, a na południowym wschodzie podobne Lille Vildmose. Store Vildmose zostało osuszone na początku XX wieku i przystosowane do celów rolniczych. Są to największe duńskie torfowiska.

## Historia
Już w XI w. był tu ważny ośrodek handlowy. Nazwa miasta pojawia się na monetach bitych tu w 1040 r. Miasto otrzymało prawa miejskie w 1342 r. Luterańską metropolię biskupią założono w 1554, wcześniej było tu biskupstwo katolickie. W XVI w. krwawe walki podczas wojen religijnych, w 1628 miasto zostało splądrowane przez wojska Wallensteina. Podczas wojny austriacko-prusko-duńskiej w 1864 zdobyte przez Prusaków 10 lipca, co przypieczętowało zajęcie przez nich całej Jutlandii, aż do Skagen.
W latach 80. XIX w. Aalborg zamieszkiwało 15 tys. mieszkańców, miasto prowadziło intensywny handel z Anglią, Szwecją i Norwegią, posiadało warsztaty stoczniowe, szkołę katedralną, gimnazjum, szkołę żeglarską, giełdę i bibliotekę publiczną. W początkach XX w. liczba mieszkańców przekroczyła 20 tys., a miasto rozwijało się szybko. W latach 20. XX w. Aalborg liczył 42,8 tys. mieszkańców. Ludność zatrudniona była w rybołówstwie, stoczniach, fabrykach wyrobów tytoniowych i alkoholowych.

## Gospodarka
Aalborg jest rozwijającym się ośrodkiem przemysłowo-handlowym. Gospodarka regionu koncentruje się wokół produkcji cementu i stali, na przemyśle stoczniowym oraz eksporcie zboża i ryb.
Znanym produktem regionalnego przemysłu są produkowane przez Aalborskie Zakłady Spirytusowe wódki Aalborg Akvavit. Rośnie także znaczenie miasta jako ośrodka przemysłu telekomunikacyjnego, w znacznym stopniu inspirowanego przez lokalny uniwersytet.

## Edukacja
W mieście znajduje się Uniwersytet Aalborski. Są też szkoła dziesięcioletnia, technikum, gimnazjum, seminarium nauczycielskie i szkoła dla dzieci upośledzonych, ponadto m.in. konserwatorium muzyczne oraz akademia informatologii.

## Transport
- Nad cieśniną Limfjorden przebiegają dwa mosty (jeden drogowy z drogą dwupasmową, przejściem dla pieszych i drogą rowerową oraz jeden kolejowy dla jednotorowej linii; obydwa mosty są zwodzone) łączące Aalborg z Nørresundby; dzięki temu oba miasta praktycznie tworzą jeden organizm. Dodatkowo we wschodniej części miasta pod Limfjorden przebiega zbudowany w 1969 r.[6] tunel[3], będący częścią międzynarodowej drogi E45.
- Aalborg jest połączony linią kolejową z Hjørring, Frederikshavn i Skagen na północy oraz z Aarhus na południu, skąd odchodzą linie do Niemiec i przez Fionię do Kopenhagi (zob. Danske Statsbaner). Stacje kolejowe: Aalborg (dworzec) i Aalborg Vestby.
- Miasto ma dobry i bezpieczny port morski, choć jest on trudno dostępny.
- Przez Aalborg przechodzą międzynarodowe trasy europejskie E39 i E45, będąca przedłużeniem niemieckiej autostrady A7.
- W Nørresundby znajduje się port lotniczy Aalborg oferujący połączenia krajowe i międzynarodowe.
- Port Aalborski o powierzchni 110 ha jest trzecim pod względem wielkości portem Danii[7].

## Zabytki i atrakcje
- późnogotycki kościół St. Budolfi[3] z XVI w. o bogatym wyposażeniu wnętrza
- zamek z XVI w., szereg renesansowych kamienic mieszczańskich
- szpital z 1432, przebudowany w XIX w.
- Muzeum Historyczne w Aalborgu[3]
- Muzeum Marynistyczne w Aalborgu
- Muzeum Garnizonowe w Aalborgu
- Muzeum Sztuki[3] Kunsten
- Jomfru Ane Gade, ulica składająca się wyłącznie z barów, dyskotek i restauracji
- Aalborg Zoo[3]
- Lindholm Hoje[3] – cmentarzysko wikingów z muzeum
- park Kildenparken z 1802 r.[3]
- trzy pomniki w śródmieściu: „Szyper Klement”, „Gęsiarka” i „Cymbryjski byk”[3]
- platforma widokowa Wieża Aalborska[3] z 1933 r.[5]

## Miasta partnerskie
- Antibes, Francja
- Edynburg, Wielka Brytania
- Fredrikstad, Norwegia
- Fuglafjørður, Wyspy Owcze
- Galway, Irlandia
- Gdynia, Polska
- Hajfa, Izrael
- Hefei, ChRL
- Húsavík, Islandia
- Innsbruck, Austria
- Karlskoga, Szwecja
- Lancaster, Wielka Brytania
- Nuuk, Grenlandia
- Carskie Sioło, Rosja
- Racine, USA
- Rapperswil-Jona, Szwajcaria
- Rendsburg, Niemcy
- Ryga, Łotwa
- Riihimäki, Finlandia
- Scoresbysund, Grenlandia
- Solvang, USA
- Tulcza, Rumunia
- Warna, Bułgaria
- Wilno, Litwa
- Wismar, Niemcy
- Büdelsdorf, Niemcy